# Jack Tingle
Robert Jackson Tingle, detto Jack (Bedford, 30 dicembre 1924 – Louisville, 22 settembre 1958), è stato un cestista e allenatore di pallacanestro statunitense, professionista nella BAA.

## Carriera
Venne selezionato dai Washington Capitols nel Draft BAA 1947.

## Palmarès
- Campione NIT (1946)